# Svarttjärnen (Åsarne socken, Jämtland, 696246-138244)
Svarttjärnen är en sjö i Bergs kommun i Jämtland och ingår i Ljungans huvudavrinningsområde.